# Chapecó
Chapecó, amtlich portugiesisch Município de Chapecó, ist eine Stadt im Westen des Bundesstaats Santa Catarina, Südbrasilien, gut 400 km westlich der Hauptstadt Florianópolis. Sie ist Zentrum der Metropolregion Chapecó (Região Metropolitana de Chapecó). Die Bevölkerungszahl wurde zum 1. Juli 2021 auf 227.587 Einwohner geschätzt, die Chapecoenser (chapecoenses) genannt werden und auf einer Gemeindefläche von rund 625 km² (2018) leben.

## Geschichte
Die Gemeinde ging aus der Colónia Militar do Chapecó hervor, die ab 1880 von dem deutschstämmigen Hauptmann und späteren Marschall José Bernardino Bormann geleitet wurde.
Die Stadt wurde 1917 mit weiteren Städten im Westen des Bundesstaats gegründet, wobei sich vorwiegend Einwanderer italienischer und deutscher Herkunft aus Rio Grande do Sul in dem neuen Kolonisierungsgebiet niederließen. Ursprünglich war der Munizip für den gesamten Westen des Bundesstaats zuständig und umfasste rund 14.000 km². Eine frühere Schreibung lautete Xapecó. 1953 fand eine Gebietsreform statt und Chapecó verlor große Gebiete an 10 neue Städte, die vorher nur Distrikte von Chapecó waren.
Sie verfügt heute über eine Universität, der Unochapecó - Universidade Comunitária Regional de Chapecó, und ist Sitz des Erzbistums Chapecó der römisch-katholischen Kirche (Catedral Santo Antônio).

## Klima
Die Stadt hat gemäßigt warmes, subtropisches Klima, Cfa nach der Klimaklassifikation nach Köppen und Geiger. Die Durchschnittstemperatur ist 18,9 °C. Die durchschnittliche Niederschlagsmenge liegt bei 1997 mm im Jahr.

## Sport
In der Stadt spielt der Fußballklub Chapecoense. Am 23. November 2016 erreichte der Klub das Finale der Copa Sudamericana 2016. Auf dem Weg nach Kolumbien zum Finalhinspiel gegen Atlético Nacional stürzte die Maschine mit der Mannschaft an Bord in der Nähe des Flughafens Rionegro bei Medellín ab.

## Söhne und Töchter der Stadt
- Rodrigo Gral (* 1977), Fußballspieler
- Ferrão (* 1990), Futsalspieler
- Hyoran (* 1993), Fußballspieler

## Bildergalerie

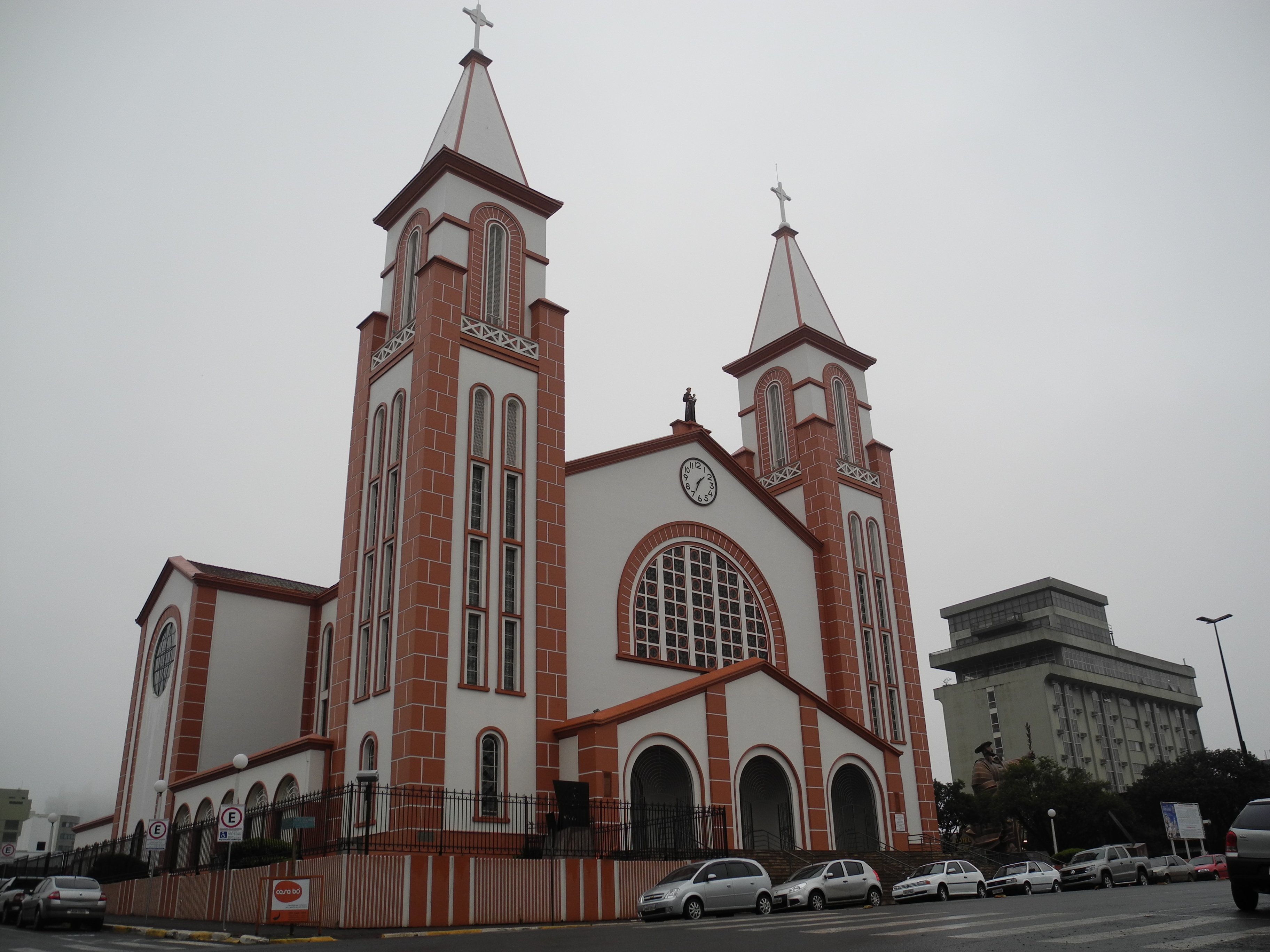
Kathedrale
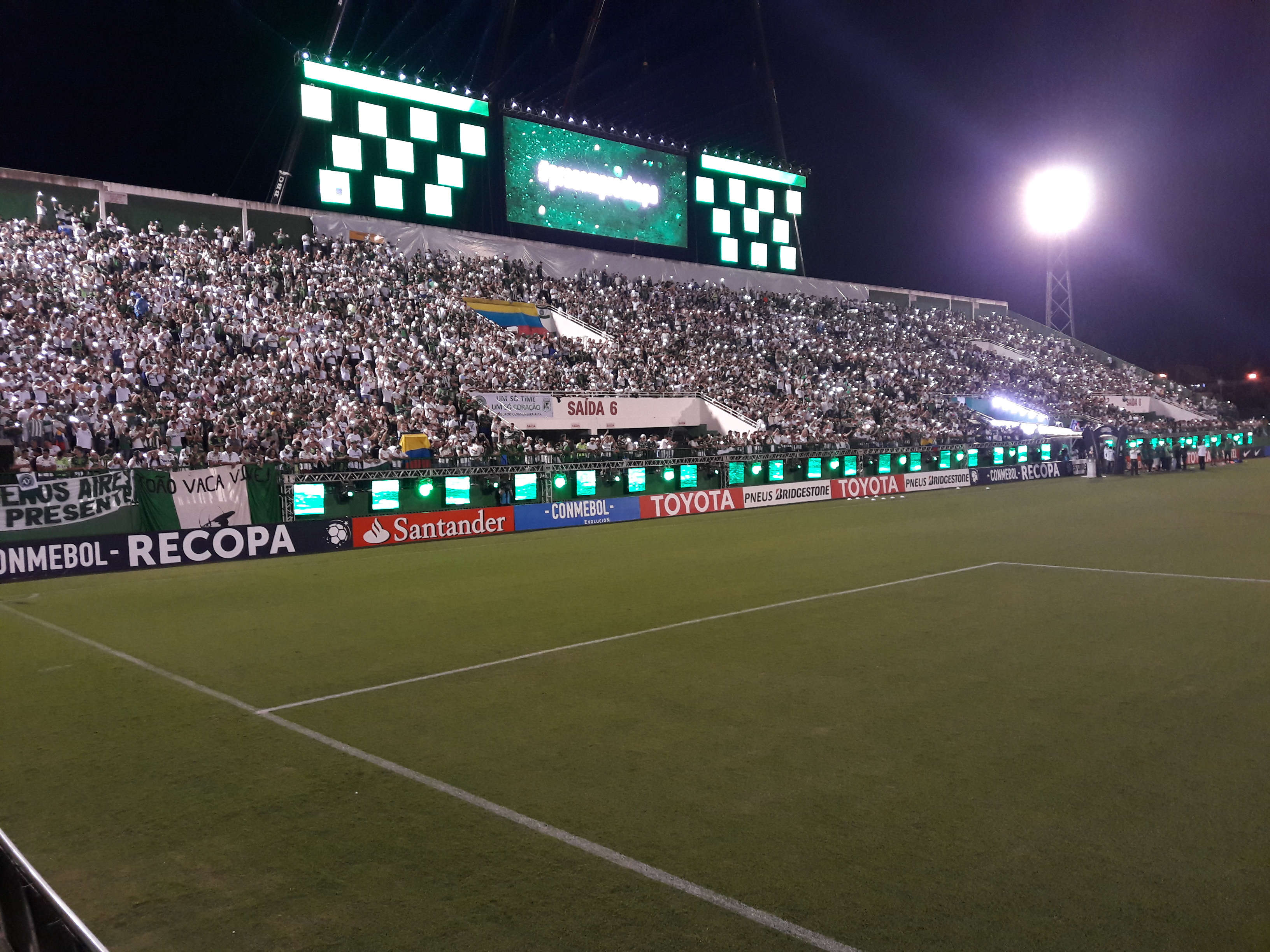
Fußballstadion
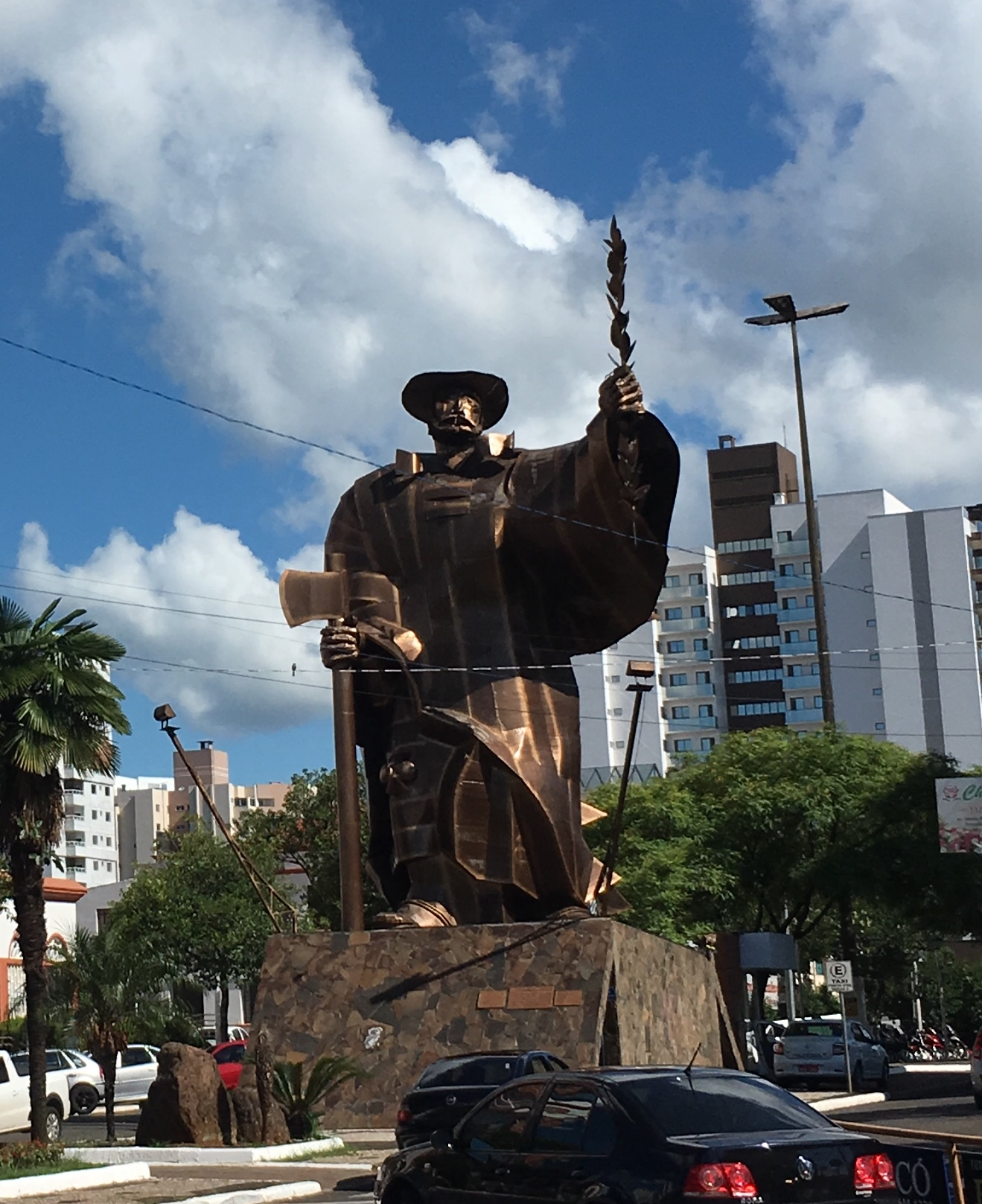
Denkmal „Der Pionier“ von Paulo Batista de Siqueira
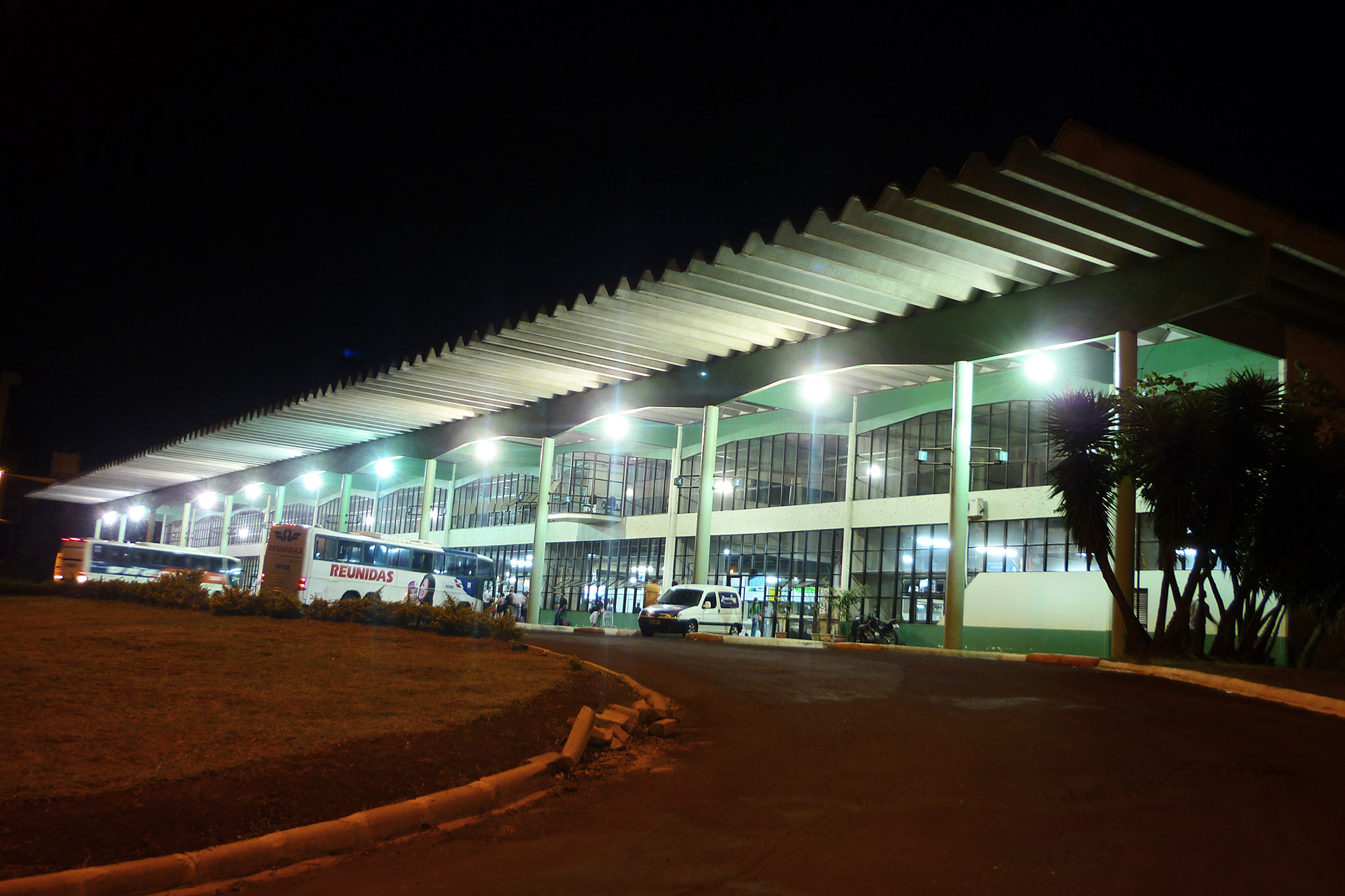
Busbahnhof